# Kuggstång

Animation av en kuggstång och ett kugghjul.

En kuggstång är en tandförsedd stav som används tillsammans med ett kugghjul för att omvandla en roterande rörelse till en linjär, eller vice versa. För omvandling från roterande till linjär rörelse kan kuggstången även drivas av en snäckskruv.
Kuggstänger förekommer i många mekaniska sammanhang, som exempelvis i bilars styrmekanism, svarvar, pelarborrmaskiner, domkrafter, hissar (som trapphissar och bygghissar), bergbanor, dammluckor och luckan på CD-/DVD-spelare. Krökta kuggstänger kan användas för att exempelvis öppna högt belägna takluckor försedda med gångjärn (som i växthus).
En kuggstång kan betraktas som en del av ett kugghjul med stor (oändlig om stången är rak) radie.

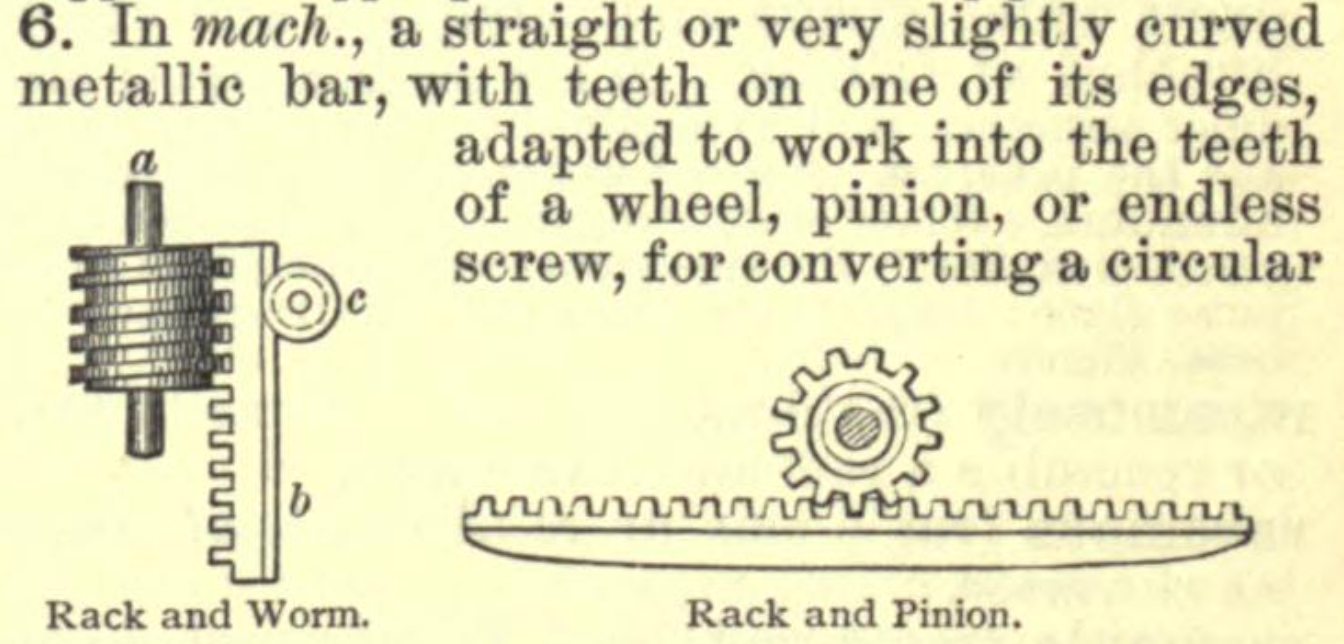
Kuggstänger tillsammans med snäckskruv (vänster) och kugghjul (höger) i Century Dictionary (1890).
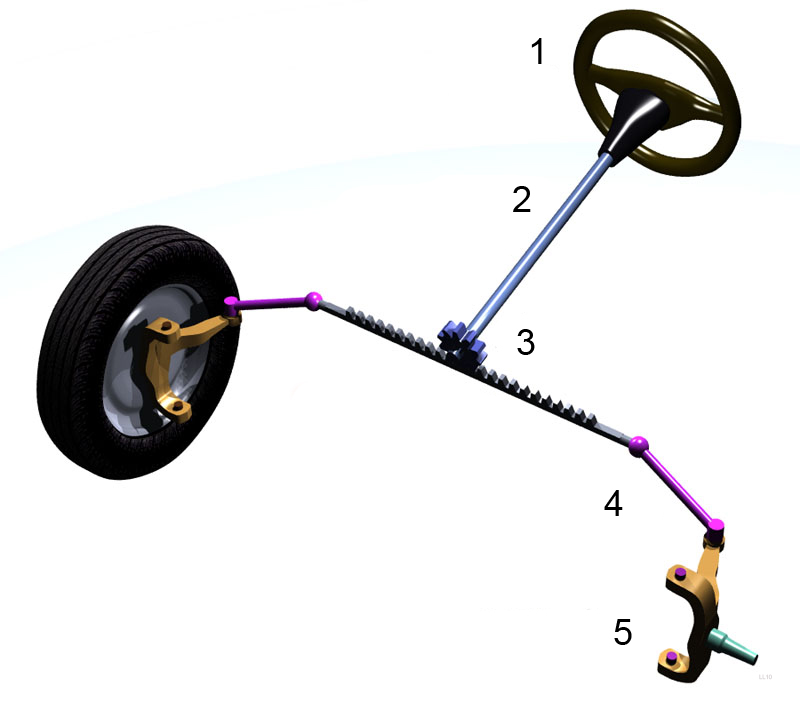
Kuggstång i styrsystemet på en bil.
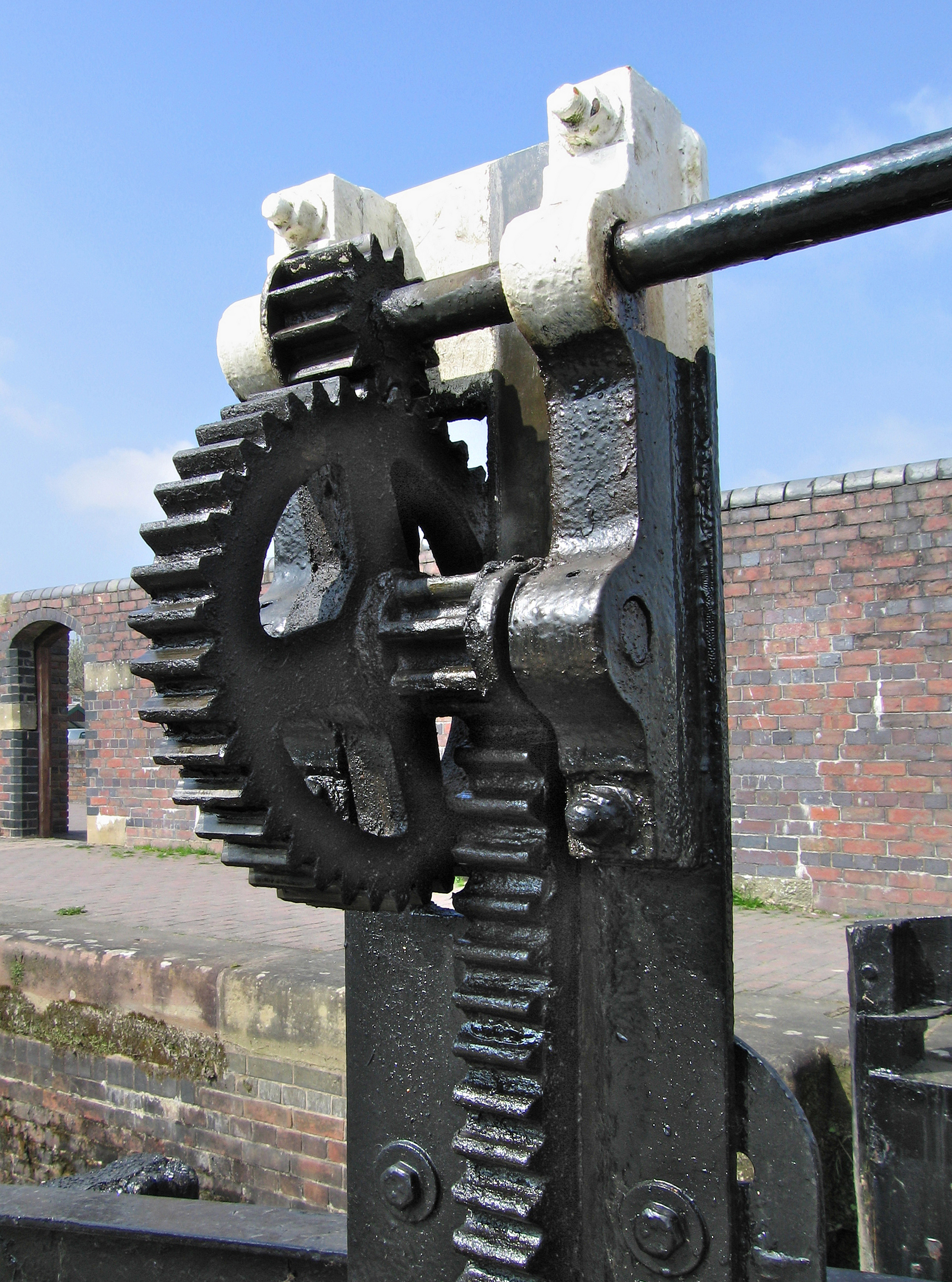
Mekanismen till en slusslucka i Montgomerykanalen (Wales).
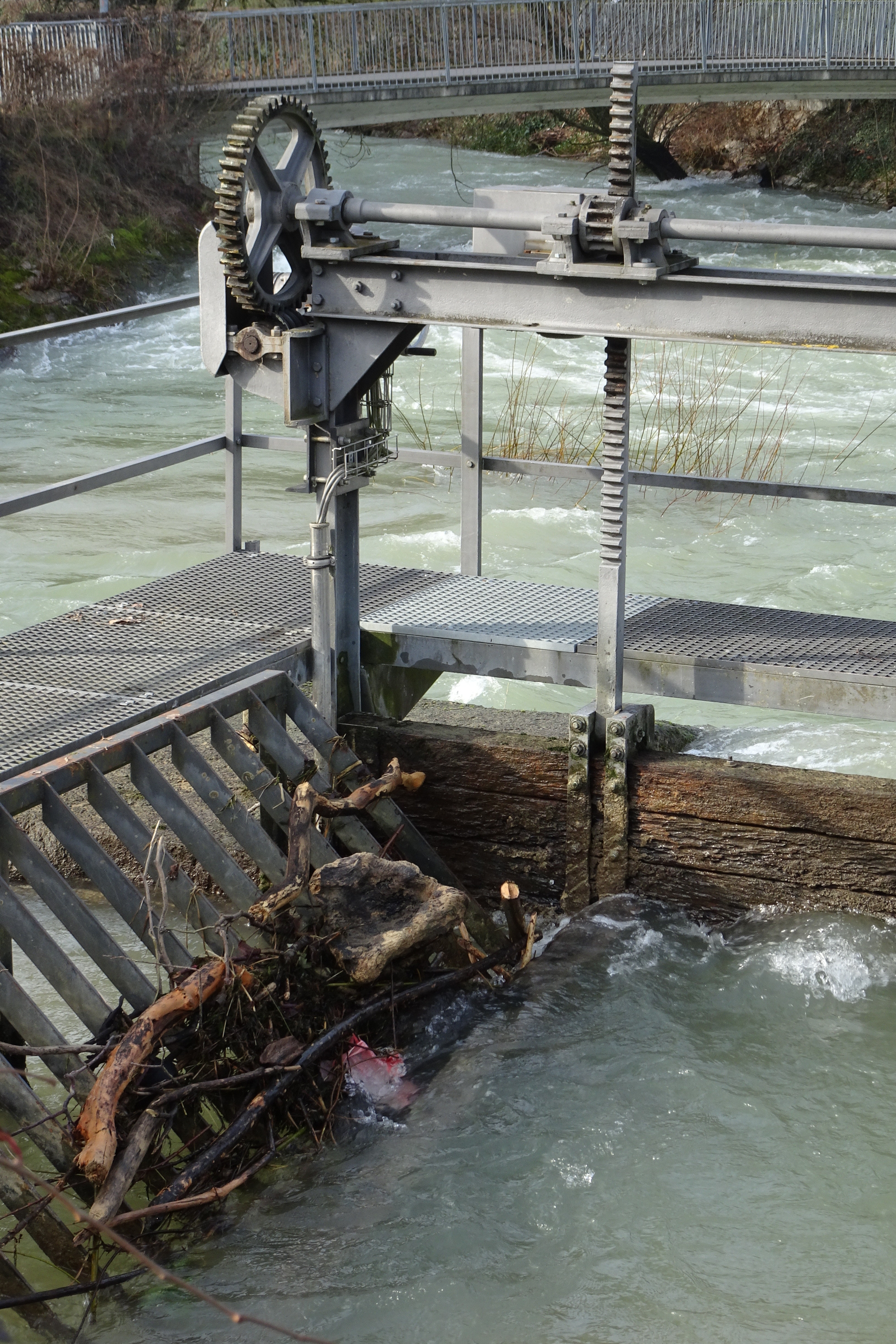
Dammlucka i Schweiz.
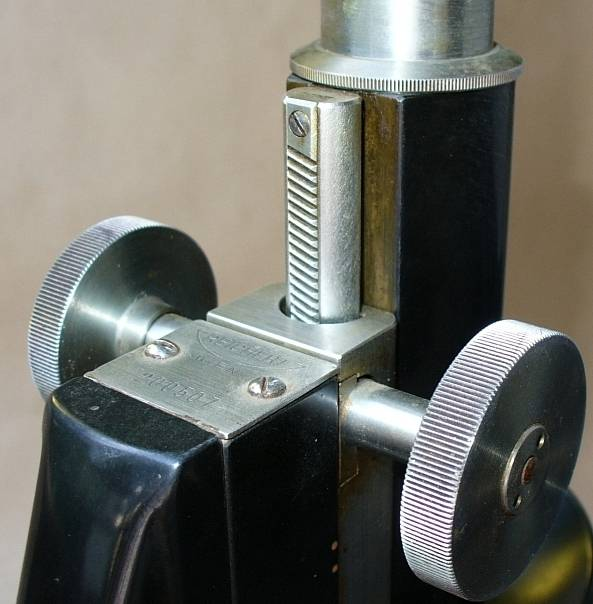
Kuggstång för skärpeinställning på mikroskop.
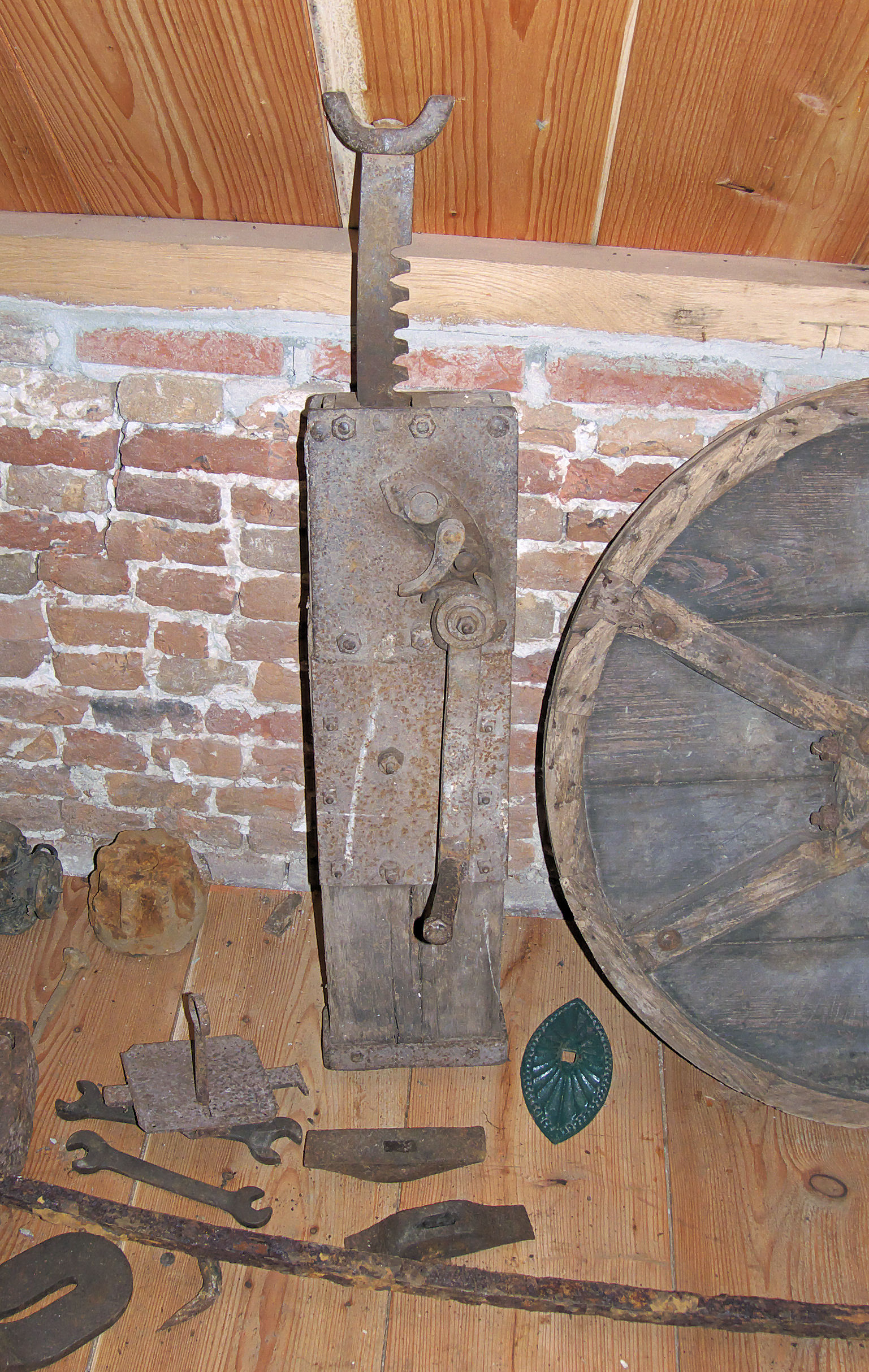
Antikvarisk domkraft.
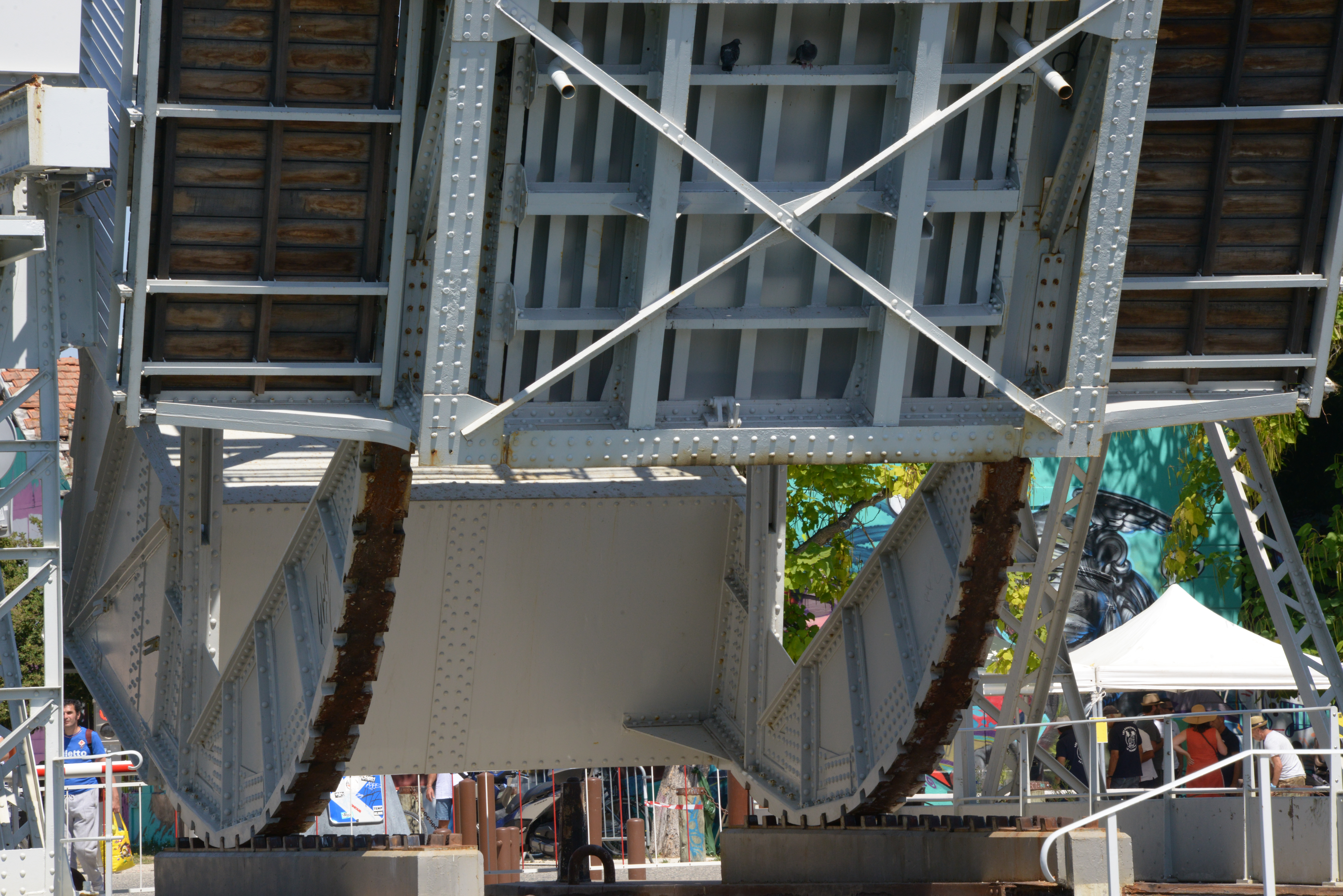
Klaffbro som lyfts genom att rullas bakåt längs kuggstänger.
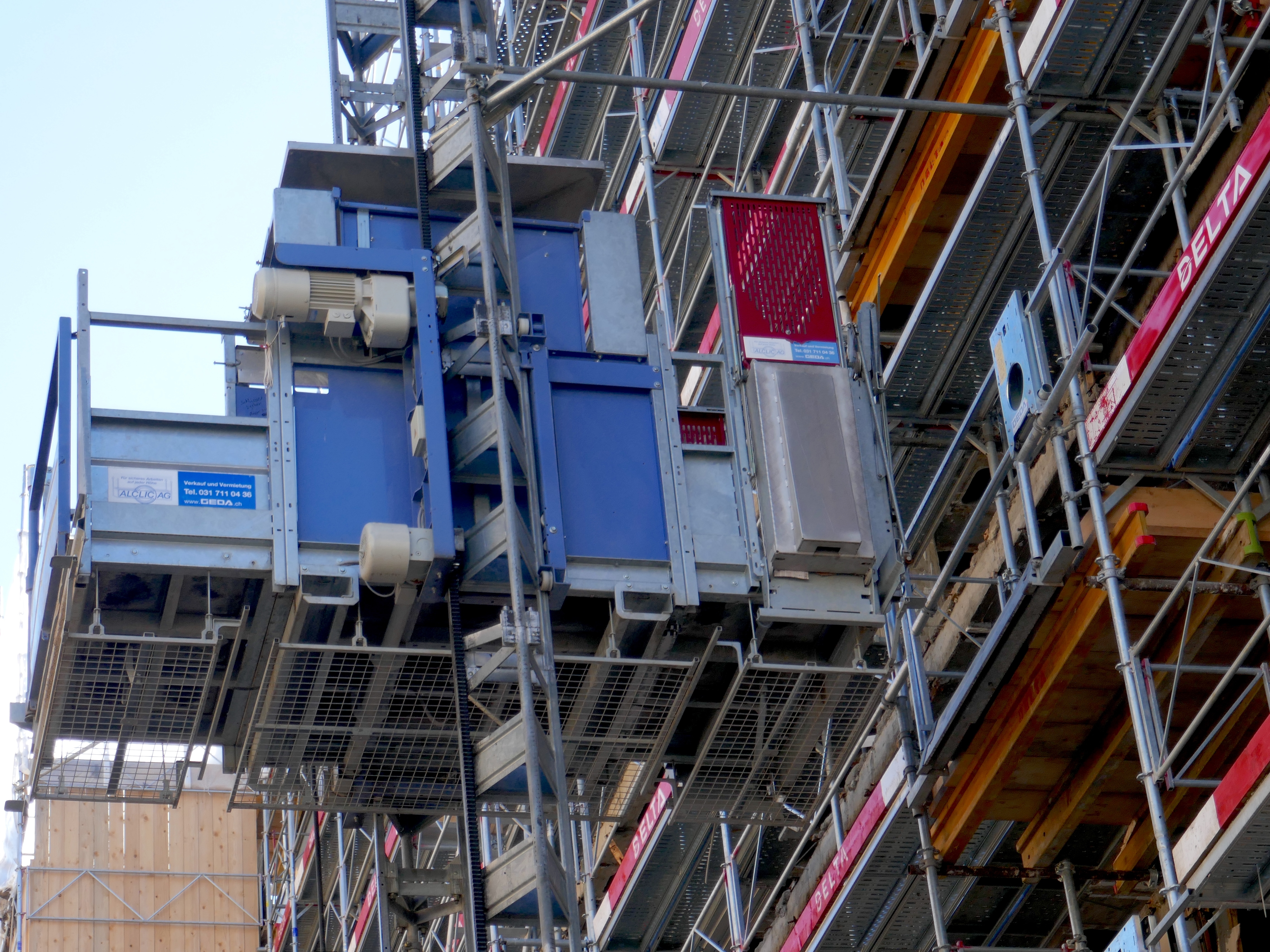
Bygghiss med kuggstång på det vänstra ställningsbenet.
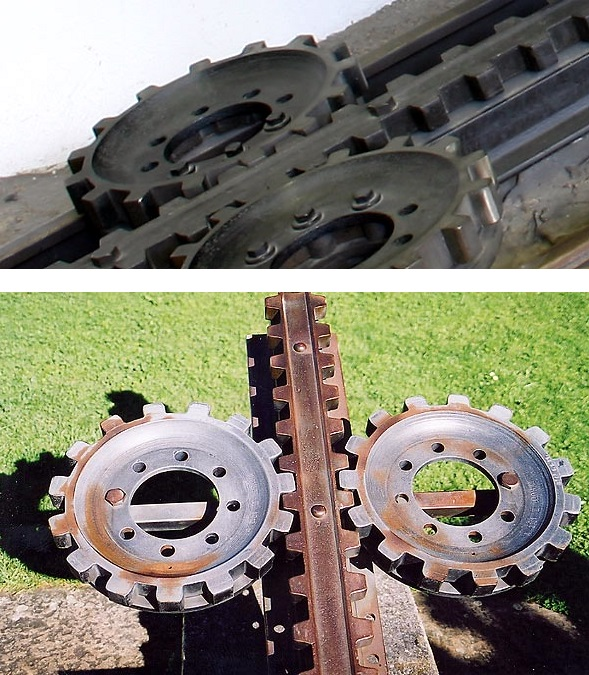
Ett dubbelsidigt kuggstångssystem som används på Pilatusbahn i Schweiz.
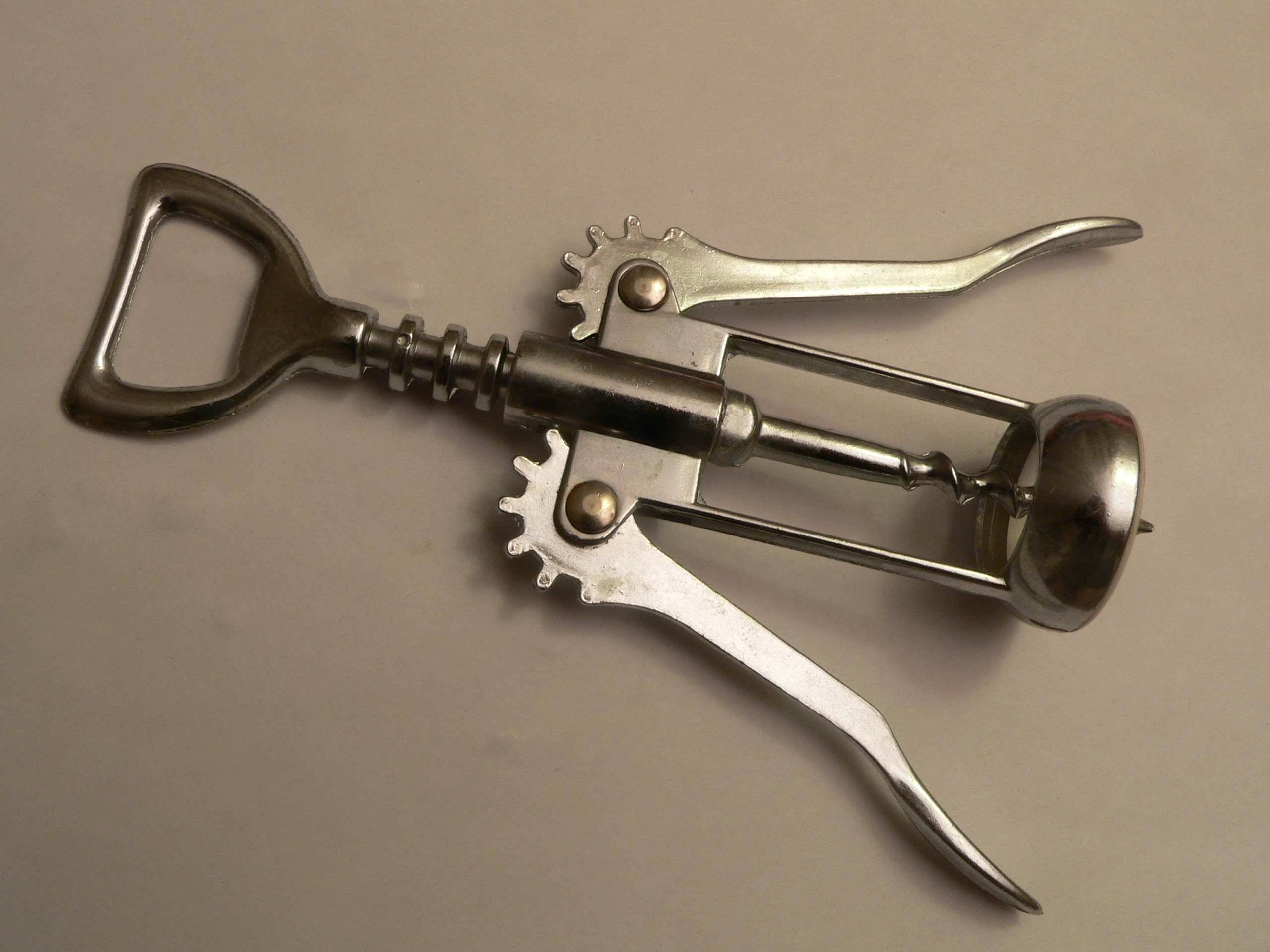
Korkskruv som med kuggstångsprincipen drar korken ur flaskan.
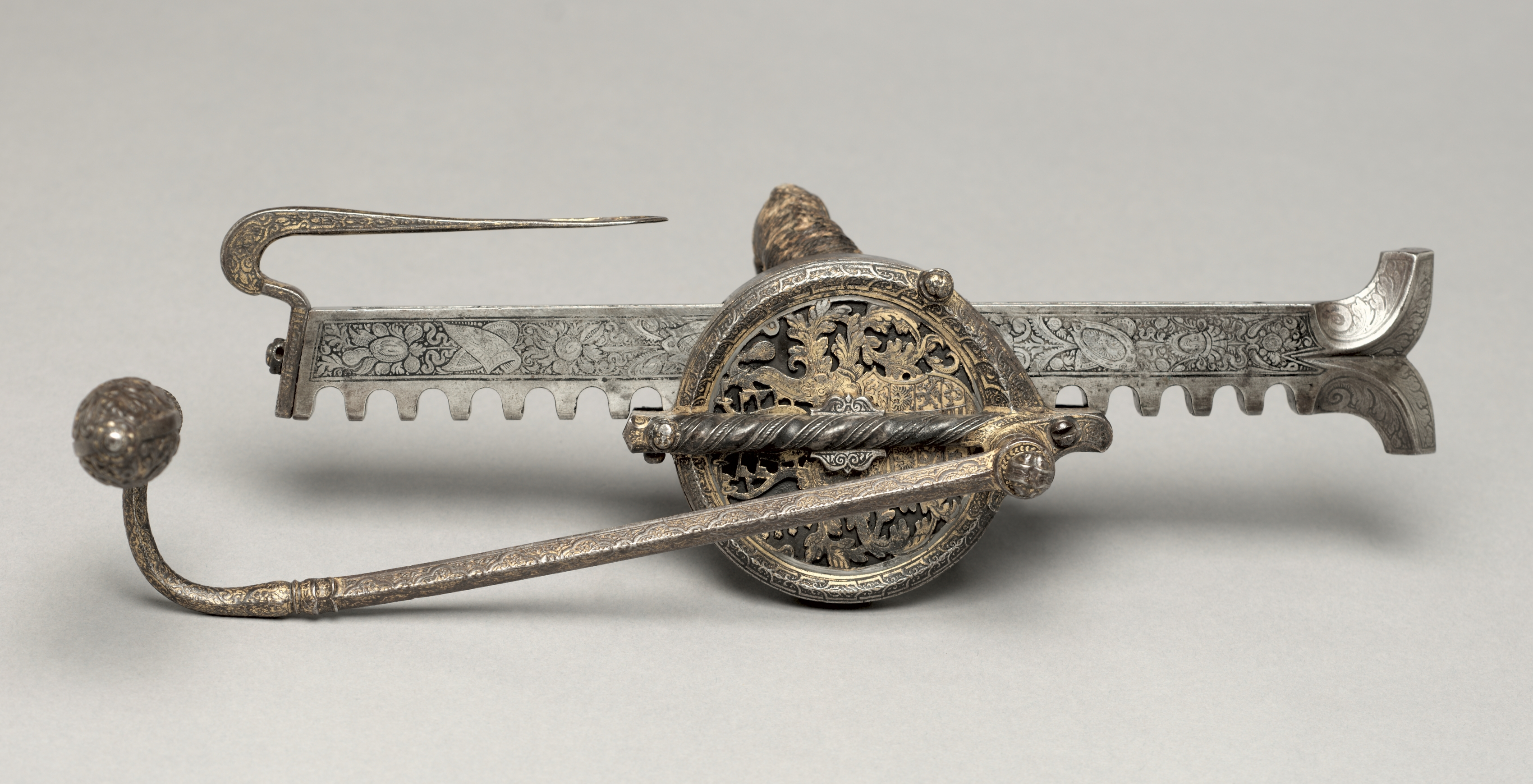
Stålbågekran för spännande av strängen på ett armborst från 1548.
Konstruktion av Christopher Polhem avsedd att åstadkomma en pistongrörelse.[5]